# Антонио Ди Натале
Антонио Ди Натале (на италиански: Antonio Di Natale) е бивш италиански футболист, нападател. Добива широка популярност като футболист на Удинезе, където играе от 2004 г. до 2016 г. 

## Кариера
Стартира професионалната си кариера в Емполи през 1996 г. Антонио играе между 1997 и 1999 г. под наем в Иперцола, Варезе и Виареджо. Дебютира в Серия А през 2002 г., където бързо доказва голмайсторските си качества. С екипа на Емполи изиграва 159 шампионатни мача, в които отбелязва 49 гола. След изпадането на Емполи в Серия Б през 2004 г. Антонио преминава в Удинезе, където се превръща в един от най-добрите нападатели в Серия А. Той е един от водещите реализатори в историята на Серия А с 208 отбелязани гола. Носител е на две отличия за голмайстор в Серия А, които печели благодарение на своите 29 гола през сезон 2009/10 и 28 гола през сезон 2010/11.
Антонио има записани 42 мача и 11 гола като национал в периода от 2002 до 2012 г., вземайки участие на две европейски първенства – през 2008 и 2012 г. и едно световно първенство – през 2010 г.

## Успехи
- Голмайстор в Серия А: 2010, 2011

- Футболист на Италия: 2010

- Най-много голове за Удинезе – 219 гола

- Най-много голове за Удинезе в един сезон – 29